# H・T・ウェブスター
ハロルド・タッカー・ウェブスター（英語: Harold Tucker Webster, 1885年9月21日 - 1952年9月22日）は、アメリカ合衆国の漫画家である。1920年代から1950年代にかけてシンジケートで連載された『ティミッド・ソウル』（キャスパー・ミルクトースト）などの作品で知られる。彼は自分の名前を嫌っていたので、自らはイニシャルでH・T・ウェブスターと名乗り、サインは名字だけだった。友人からはウェビー(Webby)と呼ばれていた。
ユーモアと人間味にあふれた彼の漫画は、マーク・トウェインと比較されることもあり、その画風はクレア・ブリッグスの作品に似ている。ウェブスターは生涯で1万6千点以上の一コマ漫画を描いた。

## 生涯
ウェブスターは、1885年9月21日にウェストバージニア州パーカーズバーグで生まれ、ウィスコンシン州の人口約3千人の小都市トマホークで、薬剤師の父のもとで育った。ウェブスターは7歳で絵を描き始めた。12歳のとき、雑誌『Recreation』に初めて漫画が掲載され、5ドルの原稿料を受け取った。
15歳のときに通信教育で絵を学び、その2年後、高校を卒業するとともにトマホークを離れ、シカゴのフランク・ホームズ・イラスト学校に入学した。ここは漫画家のハリー・ハーシュフィールドを輩出した学校だったが、ウェブスターの入学のわずか数週間後に閉鎖されてしまった。ウェブスターが正式に美術の教育を受けたのは、これが最後だった。
フリーランスのアーティストとしてはあまり成功しなかったため、『デンバー・リパブリカン』紙でサラリーマン生活を始めた。その後、スポーツ漫画家として週15ドルのオファーを受けてライバル紙の『デンバー・ポスト』へ移った。ウェブスターは、「もし彼らがそれを知っていたら、私を1.5ドルで雇えただろう」とコメントしている。
シカゴに戻り、『シカゴ・インターオーシャン』紙で3年間、一面に掲載される政治漫画を描いた。ウェブスターの漫画がきっかけで、名誉を棄損する漫画を禁止する法案が州議会に提出された。『シンシナティ・ポスト』紙に2年間勤務した後、それまでの蓄えを使って1年間世界を旅した。中国から帰国後、1912年に『ニューヨーク・トリビューン』紙に入社した。1916年8月2日、出会ってから2週間のエセル・ウォーツ(Ethel Worts)と結婚した。
1924年にウェブスターは『ニューヨーク・ワールド』紙に移籍し、1925年頃から『ティミッド・ソウル』(The Timid Soul)の連載を始めた。timid soulは「小心者」の意味であり、弱虫のキャラクター、キャスパー・ミルクトースト(Caspar Milquetoast)を主人公とする。ウェブスターはこのキャラクターのことを「穏やかに話して大きな棒で叩かれる男」と表現した。このキャラクターに由来して、アメリカではmilquetoastという言葉が「非常に内気な人、引っ込み思案な人」の意味で辞書に掲載されている。
1927年、重度の関節炎により利き手の右手が使えなくなったウェブスターは、3か月で漫画を左手で描けるように訓練した。1931年に『ニューヨーク・ワールド』紙は廃刊となったが、同年、サイモン&シュスター社から『ティミッド・ソウル』の復刻版が出版された。その後、ウェブスターは『ニューヨーク・トリビューン』紙に戻ってサンデーストリップを立ち上げた。日曜日と月曜日にはキャスパー・ミルクトーストが登場した。土曜日には"The Thrill That Comes Once in a Lifetime"、火曜日には"Life's Darkest Moment"で、それぞれ青春の栄光と挫折を描いた。水曜日にはラジオを風刺する内容の"The Unseen Audience"、木曜日には"How to Torture Your Husband (or Wife)"、金曜日には"Bridge"が掲載された。
1940年代には、コネチカット州スタンフォードに住んでいた。1952年9月22日、列車がスタンフォードに到着してすぐに心臓発作を起こし、まもなく死亡した。
ウェブスターの死後は、アシスタントのハーブ・ロスが作品の制作を引き継いだ。そのロスも翌1953年に亡くなり、同年4月4日付の『ニューヨーク・ヘラルド・トリビューン』紙に掲載されたものを最後に、ウェブスターの漫画シリーズは終了した。

## 著書
- Our Boyhood Thrills and Other Cartoons (1915)
- Boys and Folks (1917)
- Webster's Bridge（ウィリアム・アンドリュー・ジョンストン（英語版）との共著）(1924)
- Webster's Poker Book (1926)
- The Timid Soul (1931)
- The Culberston-Webster Contract System（エリー・カルバートソン（英語版）との共著） (1932)
- Webster Unabridged (1945)
- To Hell with Fishing (1945)
- Who Dealt This Mess (1948)
- How to Torture Your Husband (1948)
- How to Torture Your Wife (1948)
- Life with Rover (1949)
- The Best of H. T. Webster, a Memorial Collection (1953)